# Comuna 1 Compartir
La Comuna 1 Compartir es la primera de las seis comunas de la cabecera municipal de Soacha (Cundinamarca), ubicada en el Suroccidente del casco urbano homónimo, siendo la más grande. Tiene 87 000 habitantes y tiene por cabecera el barrio Compartir.

## Geografía
Territorio en gran parte llano, siendo el sur de la comuna en forma montañosa con ecosistema de enclave subxerofótico y al norte por el Cerro El Cuclí, bañado por el límite oeste con el río Bogotá. En su interior están las humedales de Tierra Blanca, Neuta (éstos conectados al norte por el Canal Canoas), El Vínculo y Cola Tierra Blanca, que en el pasado eran una sola laguna y más al oeste, Santa Ana y Canoas, que eran meandros del último río. 

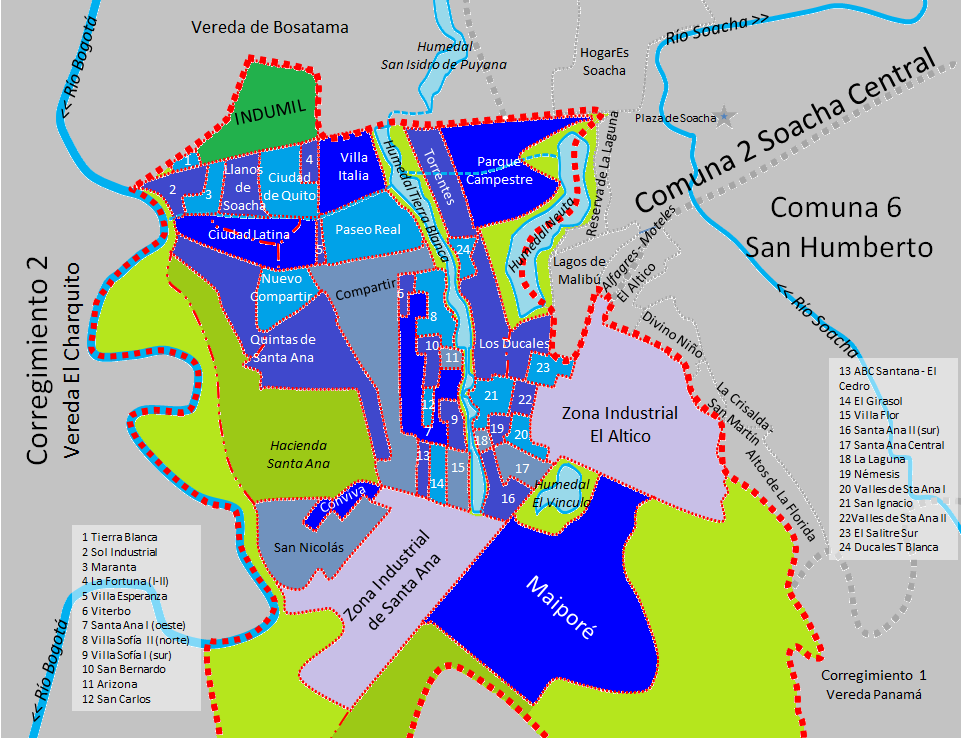

### Límites
|                                                                       | Norte: La vereda de Bosatama (Corregimiento 2) | Nordeste: Comuna 2 Soacha Central (Avenida Indumíl - Humedal Neuta)  |
| Oeste: La vereda de El Charquito (Corregimiento 2, por el río Bogotá) |                                                | Este: Comuna 6 San Humberto (Calle 4 Sur, Calle 1 y Carrera 10 este) |
|                                                                       | Sur: Corregimiento 1 (Vereda Chacua)           | Sureste: Corregimiento 1 (vereda Panamá)                             |

## Barrios
Arizona, Avivir Zue, Casa Bonita, Ciudad de Quito, Compartir, Ciudad Latina, Ducales, El Girasol, Las Margaritas Sur, Llanos de Soacha, Maiporé, Nuevo Horizonte, Parque Campestre, Paseo Real, Quintas de Santa Ana, Salitre Sur, San Bernardo, San Carlos, San Ignacio, San Nicolás, Santa Ana (Oeste y Sur), Tierra Blanca, Torrentes, Villa Carola, Villa Flor, Villa Luz, Villa Italia y Villa Sofía, Santa Ana San Fernando
También se encuentra la planta industrial de Indumil y la Zonas Industriales de Santa Ana y El Altico-Salitre.
Propiedad horizontal: La comuna 1 tiene las siguientes propiedades horizontales distribuidos en los siguientes barrios, aunque por ley están separados de las jurisdicciones de las Juntas de Acción Comunal de estos últimos:
- Casa Bonita: Soacha Real
- Compartir: Alameda de Santa Ana
- Maiporé: Ambalema, Barichara, Jardín, Mompós, Ocaña I y II
- Nuevo Horizonte: Arboleda de Santa Ana y Nuevo Horizonte
- Parque Campestre: Etapas 1 al 12
- Santa Ana Oeste: Villa Natalia

- Santa Ana Sur: Torres de Santa Ana
- Torrentes: Etapas 1 al 4
- Villa Italia: Reserva de Tierra Blanca 1 y 2
- Villa Luz: Portales de Tierra Blanca
- ZI Altico-Salitre: Tucanes y el Zorzal
- Avivir Zue: en construcción.

## Economía
La Comuna 1 tiene tiendas en la mayoría de barrios siendo el de Compartir el área de mayor actividad comercial con su céntrica plaza de mercado, seguido de Parque Campestre y Maiporé que tiene supermercado y centro comercial, así como las zonas industriales de Altico-Salitre, Santa Ana e Indumil destacándose empresas como Pirotécnicos El Vaquero, Alfagres y Espumados S.A.

## Vías importantes
Según la nueva Nomenclatura :                                                                                                                                                                                      
- Avenida Ducales (Calle 11 Sur)
- Avenida Indumil (Carrera 17)
- Carrera 15F (Ciudad Latina)
- Calle 30 Sur - Dg. 32 Sur ( Ciudad de Quito y Ciudad Latina)
- Avenida Compartir (Cr.13 - Cl.30 Sur - Dg.30 Sur)
- Calle 26 Sur - Calle 20 Sur (Iglesia de Compartir)
- Calle 18 Sur - Carrera 14 (Compartir)
- Calle 35 - Calle 36 Sur (Llanos de Soacha)[Nota 1]

La comuna cuenta con transporte público para el resto de la ciudad de Soacha y varias de sus veredas, así como por Bogotá a través del Corredor de transporte por la Autopista NQS. A futuro dispondrá de la ampliación del sistema TransMilenio por este corredor vial hasta el Portal El Vínculo. 

## Sitios importantes
- Deportivos y de esparcimiento: Parque La Arenosa, Parque Campestre
- Culturales: Casa Hacienda El Vínculo, Hacienda Santa Ana
- Centros comerciales: Plaza de Mercado de Compartir, Supermercados Colsubsidio (Maiporé e Icarus)
- Salud: Centro de Salud Ciudad Latina (ESE de Soacha)
- Ambientales: Humedales Neuta, Tierrablanca, Cola Tierrablanca, Santa Ana y El Vínculo, Alameda de Maiporé (bioswale).
- Religiosos y funerarios: Parroquia Jesús de Nazaret (San Nicolás), Parroquia Santa María de Nazareth (Compartír), Cementerio Campos de Cristo
- Otros: Estación de Policía de Compartír

## Representación local
La representación local está en manos de los ediles de la JAL de la comuna 1, elegidos para el periodo constitucional 2024-2027:
| Partido | Partido | Escaños |
| ------- | ------- | ------- |
|         | PH      | 3/7     |
|         | NL      | 2/7     |
|         | U-MIRA  | 2/7     |